# ティティアン・ピール

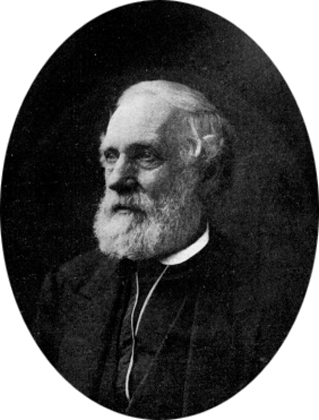
ティティアン・ピール

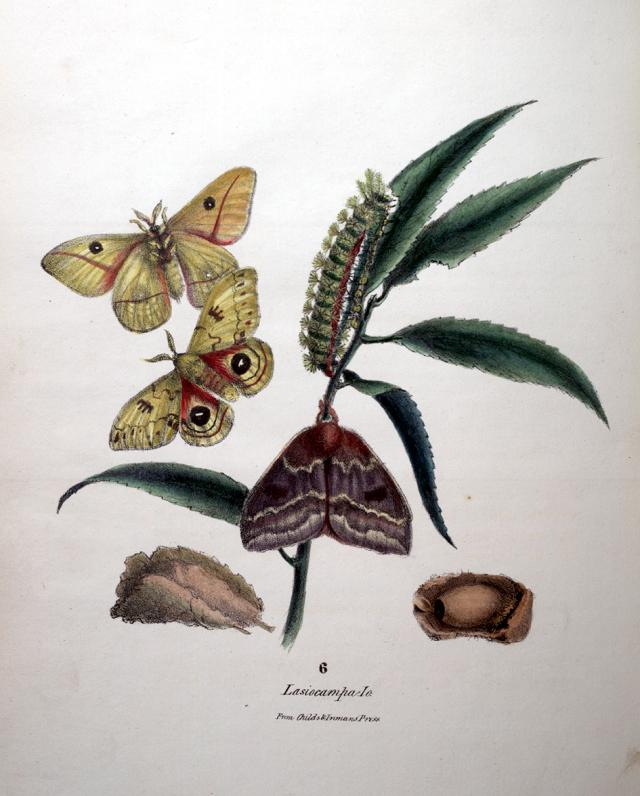
ピールの博物画

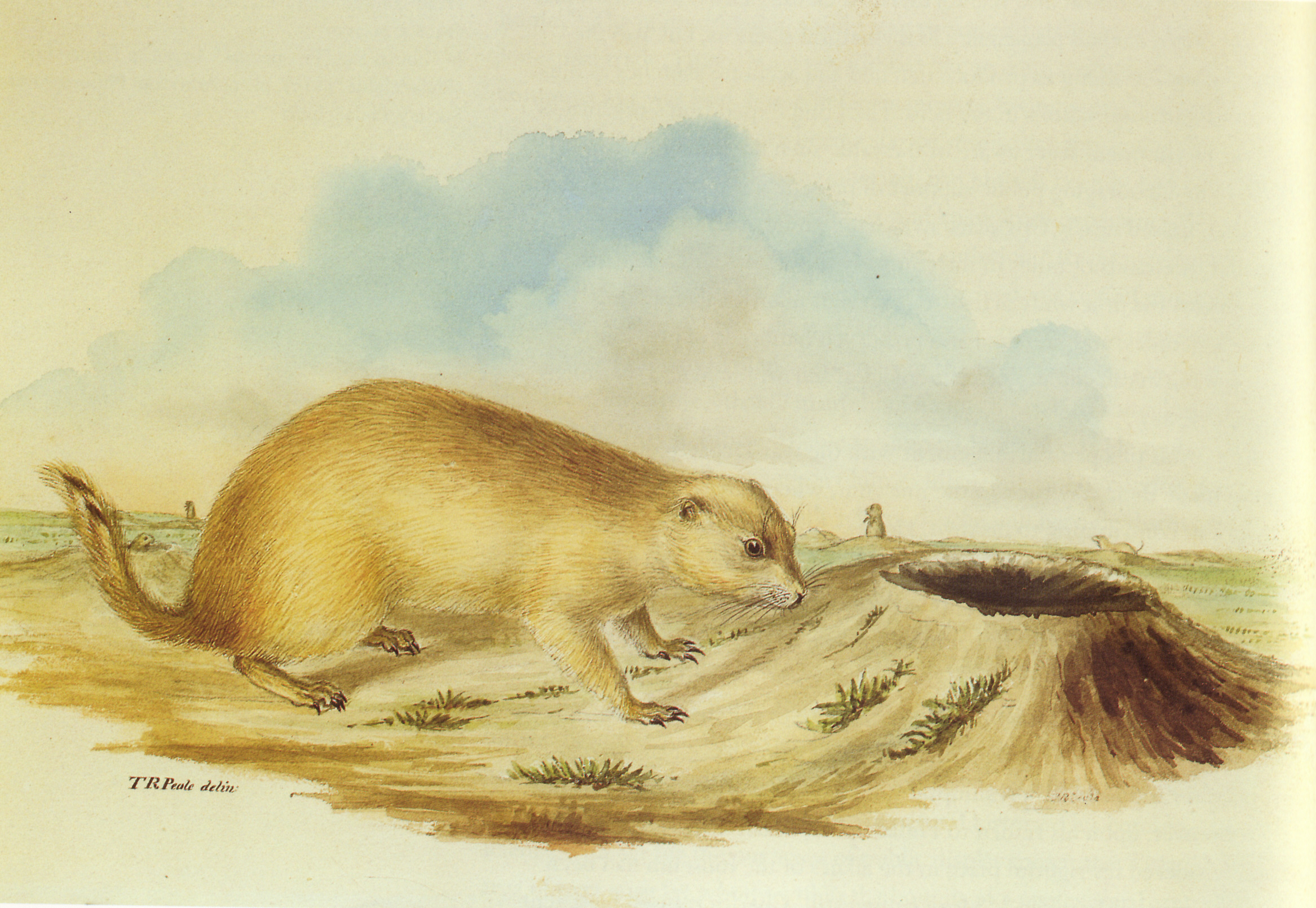
ピールの博物画

ティティアン・ラムゼイ・ピール（Titian Ramsay Peale、1799年11月17日 - 1885年3月13日）はアメリカ合衆国の画家、博物学者、探検家である。多くの科学的探検に参加し、描いた博物画は端麗で正確であることで知られた。参加した探検には、1819年にスティーブン・ロング（Stephen Harriman Long）が率いたロッキー山脈の探検や「アメリカ合衆国探検遠征隊」として知られる1838年からの太平洋とその周辺の陸地の測量・探検などがある。

## 略歴
フィラデルフィアで生まれた。父親はアメリカ合衆国の独立時の著名人の肖像画を多く残したことで知られる画家のチャールズ・ウィルソン・ピールである。父親は博物学者としても知られ、収集した標本を展示する博物館を作った。ティティアンも父親が博物館（フィラデルフィア博物館またはピール博物館）のために標本を集めるのに同行し自然科学を学んだ。家族はフィラデルフィア近郊のジャーマンタウンに移るとそこで蝶などの昆虫を収集した。蝶と蛾のイラストのいくつかは出版されたが、大部分は最近まで未発表のままであった。
1816年頃、ピールの博物画は、博物学者、トーマス・セイの「アメリカ昆虫学」（"American entomology or Descriptions of the insects of North America ..."）に発表されて、ピールはフィラデルフィア自然科学アカデミーの会員に選ばれた。
1817年に自然科学アカデミーのフロリダやジョージアへの探検にトーマス・セイ、ジョージ・オールド、ウィリアム・マクルールと共に参加した。1819年にスティーブン・ハリマン・ロングが率いるロッキー山脈への遠征にトーマス・セイの助手として参加した。自然科学アカデミーに収められたコレクションには122点のピールの描いた図版が含められている。野生の七面鳥の標本はピールが捕獲したものである。
トーマス・セイの「アメリカ昆虫学」の他、シャルル・リュシアン・ボナパルトの改訂した「アメリカの鳥類学」（"American Ornithology"）の図版も描き、ボナパルトの支援でフロリダでの収集旅行を行った。
1831年に、小著 "Circular of the Philadelphia Museum”を執筆し、密閉した一面がガラスの容器で昆虫標本を保存する方法を記述し、この方法で、ピールの100以上の蝶の標本は色彩を保った良い保存状態で後世に伝わることになった。
1838年にチャールズ・ウィルクスが率いるアメリカ合衆国探検遠征隊の一員としてピーコック号に乗船し、主任博物学者を務めた。多くの博物標本を収集し、標本をフィラデルフィア博物館に送った。探検が終わった後、報告書、"Mammalia and Ornithology" (1848)を執筆するが、ウィルクスと鳥類学者、ジョン・カシン（John Cassin）から内容に異議がでた。ジョン・カシンによって、1958年に報告書の修正版が出版された。
1848年に父親の作った博物館は資金不足となり、売却され、その後米国特許庁で働いた。アメリカにおける先駆的な写真家の一人でもある。
ピールの蝶の標本はフィラデルフィア自然科学アカデミーで保存された。アメリカ自然史博物館には未発表のピールの博物画が収蔵されている。
ウィルクスによってワシントン州のピュージェット湾のPeale Passageにピールの名前がつけられた。